# 体制化の法則
体制化の法則（たいせいかのほうそく、law of organization）とは、群化あるいは纏まりの法則ともいわれるように、多くの対象を体制化する働きである。ゲシュタルト心理学の創始者のひとりマックス・ヴェルトハイマーによって明らかにされた。

## 種類
体制化の法則にはさまざまな要因があり、それらが複雑に絡み合い、知覚に影響を及ぼす。その要因は以下の通り。
1. 近接の要因 - 空間的、時間的に接近しているものは纏まって見える。
2. 類同の要因 - 共通の性質をもっているものは、纏まって見える。
3. 共通運命の要因 - 同一方向へ同じ速さで運動するものは纏まって見える。
4. よき（良き）連続の要因 - 方向性の要因で、滑らかに経過を示すものは、纏まって知覚される。
5. 良い形の要因 - 形の認識の要因で、簡単な図形に見えるよう働く。
6. 閉鎖性（閉合）の要因 - 輪郭線によって囲まれたものは、纏まり易い。
7. 客観的構えの要因 - 客観的な、刺激条件によって規定された構えによって、纏まりが規定される。
8. プレグナンツ（簡潔性）の要因 -

以上が視覚における体制化の法則であるが、佐々木が1989年に挙げたピョートル・チャイコフスキー作曲の第6交響曲「悲愴」の冒頭部分の弦楽器のパートを利用して例示したようにこれは聴覚でも起こる。なお体制化の意味としては、関連する情報をまとめ、処理することである。